# C-Station
C-Station Co., Ltd. (Nhật: シーステイション株式会社 Hepburn: Shīsuteishon Kabushiki-gaisha) là một xưởng phim hoạt hình Nhật Bản được thành lập vào năm 2009 dưới hình thức là công ty con của Bee Train Production. Công ty được quản lý bởi Maru Ryoji, một nhà sản xuất cũ từ Bee Train.
Năm 2012, C-Station tách rời khỏi Bee Train và trở thành một công ty độc lập. Năm 2014, loạt anime truyền hình đầu tay do công ty sản xuất, Seikoku no Dragonar, chính thức được lên sóng. C-Station cũng là đơn vị sản xuất các tập phim ONA Akame ga Kill! dài một phút, dựa trên loạt anime truyền hình cùng tên của White Fox.

## Tác phẩm

### Anime truyền hình
| Năm  | Tựa đề              | Đạo diễn                        | Ngày phát sóng | Ngày phát sóng | Số tập | Ghi chú                                                                                | Nguồn  |
| Năm  | Tựa đề              | Đạo diễn                        | Bắt đầu        | Kết thúc       | Số tập | Ghi chú                                                                                | Nguồn  |
| ---- | ------------------- | ------------------------------- | -------------- | -------------- | ------ | -------------------------------------------------------------------------------------- | ------ |
| 2014 | Seikoku no Dragonar | Tada Shunsuke Kurokawa Tomoyuki | 5 tháng 4      | 21 tháng 6     | 12     | Chuyển thể từ bộ manga cùng tên do Mizuchi Shiki viết và Shimesaba Kohada vẽ minh họa. | [ 2 ]  |
| 2015 | Star-Myu            | Tada Shunsuke                   | 6 tháng 10     | 22 tháng 12    | 12     | Tác phẩm gốc.                                                                          | [ 3 ]  |
| 2017 | Star-Myu 2          | Tada Shunsuke                   | 4 tháng 4      | 19 tháng 6     | 12     | Phần tiếp theo của Star-Myu.                                                           | [ 4 ]  |
| 2018 | Yuru Camp           | Kyōgoku Yoshiaki                | 4 tháng 1      | 22 tháng 3     | 12     | Chuyển thể từ manga của Afro.                                                          | [ 5 ]  |
| 2018 | Hakyū Hoshin Engi   | Aizawa Masahiro                 | 12 tháng 1     | 29 tháng 6     | 23     | Chuyển thể từ manga cùng tên của Fujisaki Ryū.                                         | [ 6 ]  |
| 2019 | Star-Myu 3          | Tada Shunsuke                   | 1 tháng 7      | 16 tháng 9     | 12     | Phần tiếp theo của Star-Myu 2.                                                         | [ 7 ]  |
| 2020 | Heya Camp           | Jinbo Masato                    | 6 tháng 1      | 23 tháng 3     | 12     | Spin-off của Yuru Camp.                                                                | [ 8 ]  |
| 2021 | Yuru Camp 2         | Kyōgoku Yoshiaki                | 7 tháng 1      | 1 tháng 4      | 12     | Mùa thứ hai của Yuru Camp.                                                             | [ 9 ]  |
| 2023 | Opus Colors         | Tada Shunsuke                   | 7 tháng 4      | 23 tháng 6     | 12     | Tác phẩm nguyên tác.                                                                   | [ 10 ] |
| 2024 | Kinoko Inu          | Asano Hikari                    | tháng 10       |                |        | Chuyển thể từ manga của Kimama Aoboshi.                                                | [ 11 ] |

### Phim điện ảnh
- Eiga Yuru Camp (1 tháng 7 năm 2022, phần tiếp theo của Yuru Camp 2)[12]

### OVA/ONA
- Akame ga Kill! Gekijō (2014, sản xuất cùng với White Fox)
- Star-Myu (2016)[13]
- Star-Myu in Halloween (2018)[14]